# Zamek Książąt Pomorskich – Muzeum w Darłowie
Zamek Książąt Pomorskich – Muzeum w Darłowie (do 2015 Muzeum Zamek Książąt Pomorskich w Darłowie) – samorządowa instytucja kultury prowadzona przez powiat sławieński. Siedzibą muzeum jest gotycki zamek w Darłowie, dawna rezydencja dynastii Gryfitów. Muzeum rocznie odwiedza około 80 tys. osób.

## Historia
Historia muzealnictwa na zamku w Darłowie sięga 1930, kiedy to ówczesne władze niemieckie otworzyły muzeum. Czas wojny zamek przetrwał bez większych zniszczeń, gdyż w Darłowie nie prowadzono działań wojennych. Dzięki temu niemal od razu po zakończeniu wojny w 1945 na zamku powstała pierwsza polska placówka muzealna na Pomorzu Środkowym. W 1950 na krótko podporządkowano ją Muzeum Narodowemu w Szczecinie. W 1971 rozpoczęto generalny remont, który trwał do 1988. W 1996 muzeum było miejscem obchodów 600-lecia koronacji króla Eryka Pomorskiego. W 2020 muzeum obchodziło 90-lecie istnienia.

## Dyrektorzy
- Amelia Łączyńska (1945–1946)
- Aleksander Tarnowski (1946–1961)
- Hieronim Fiodorow (1961–1978)
- Marek Głazik (1978–1981)
- Ewa Bielecka (1981–2000)
- Krzysztof Picha (2000–2007)
- Margareta Sadowska (2007–2008)
- Jerzy Buziałkowski (2008–2015)
- Konstanty Kontowski (2015–2020)
- Karol Matusiak (p.o., od 2020)[3]